# アスラエル交響曲
アスラエル交響曲（チェコ語: Asrael Symfonie）作品27は、チェコの作曲家、ヨセフ・スクが作曲した交響曲。アスラエルとは、死を司る天使の名を示している。

## 概要
作曲家として順風満帆の歩みを見せていたスクは、若き日には師のドヴォジャークの影響の下、幸福感に溢れる作品を書いていたが、1904年にドヴォジャークが亡くなると強い衝撃を受け、亡き師に捧げる交響曲の作曲を決意した。しかし、作曲中の1905年、第4楽章の作曲を始めたころに今度はドヴォジャークの娘であるスクの妻オティリエが若くして世を去った。交響曲は1906年10月に完成し、「アスラエル」の名はこの完成の際に付けられたものである。翌1907年2月3日、プラハにて、カレル・コヴァジョヴィツの指揮で初演された。

## 構成
ハ短調を主調とし、全体で5つの楽章からなっており、第3楽章までを「第一部」、第4楽章以降を「第二部」としてわけられる。演奏時間は約60分
- 第1楽章：アンダンテ・ソステヌート
- 第2楽章：アンダンテ
- 第3楽章：ヴィヴァーチェ（スケルツォ）
- 第4楽章：アダージョ
- 第5楽章：アダージョ・エ・マエストーソ

## 楽器編成
| 木管   | 木管                                                         | 金管    | 金管                 | 打      | 打                                    | 弦      | 弦      |
| ------ | ------------------------------------------------------------ | ------- | -------------------- | ------- | ------------------------------------- | ------- | ------- |
| Fl.    | 3(第2、第3はピッコロ持ち替え)                                | Hr.     | 6 (5番、6番はad lib) | Timp.   | 4                                     | Vn.1    | 1       |
| Ob.    | 2、イングリッシュホルン1                                     | Trp.    | 3(C管)               | 他      | バスドラム1、シンバル、トライアングル | Vn.2    | 1       |
| Cl.    | 2（B♭管。小クラリネット持ち替え）、バスクラリネット1（B♭管） | Trb.    | 3                    | 他      | バスドラム1、シンバル、トライアングル | Va.     | 1       |
| Fg.    | 2、コントラファゴット1                                       | Tub.    | 1                    | 他      | バスドラム1、シンバル、トライアングル | Vc.     | 1       |
| 他     |                                                              | 他      |                      | 他      | バスドラム1、シンバル、トライアングル | Cb.     | 1       |
| その他 | その他                                                       | ハープ1 | ハープ1              | ハープ1 | ハープ1                               | ハープ1 | ハープ1 |